# Luigi Biggeri
Luigi Biggeri (Bibbiena, 20 novembre 1939) è un economista e statistico italiano, presidente dell'Istat dal 2001 al 2009.

## Biografia
Nel 1963 si laurea in Economia e Commercio presso l'Università degli Studi di Firenze, dove, dopo aver frequentato i corsi di formazione manageriale post-universitaria presso il CUOA, nel 1965 inizia a lavorare come tecnico laureato. Diventa professore ordinario presso l'Ateneo Fiorentino nel 1980: attualmente è professore di Statistica presso l'Università LUISS di Roma e professore emerito presso la Facoltà di Economia "Metodi Statistici per le Imprese".
In gioventù è stato un militante della CISL.
La sua attività lo ha portato a scrivere più di 170 lavori scientifici nel campo della statistica economica, ricevendo prestigiosi riconoscimenti internazionali come la medaglia d'oro dell'Istituto internazionale di statistica "Adolphe Quetelet" nel 1993, mentre nel 1994 è stato nominato fellow dell'American Statistical Association. Nel giugno 2011 il Ministro della pubblica istruzione, università e ricerca gli ha conferito il titolo di professore emerito.

## Incarichi ricoperti
- dal 1984 al 1990 – Direttore del Dipartimento di Statistica dell'Università di Firenze.
- dal 1987 al 2000 – Coordinatore e responsabile scientifico dei progetti per la programmazione e la realizzazione del primo Censimento Agricolo della Cina.
- dal 1991 al 1993 – Vicepresidente dell'Istituto Internazionale di Statistica (ISI).
- dal 1996 al 1999 – Presidente della Commissione per la garanzia dell'informazione statistica (CoGIS).
- dal 1996 al 2000 – Presidente della Società Italiana di Statistica.
- dal 1996 al 1999 – Presidente dell'Osservatorio per la valutazione del sistema universitario Archiviato il 7 agosto 2011 in Internet Archive., presso il Ministero dell'università e della ricerca scientifica e tecnologica
- dal 1999 al 2001 – Membro del Consiglio dell'Istat.
- dal 1999 al 2004 – Vicepresidente del Comitato Nazionale per la Valutazione del Sistema Universitario (CNVSU)
- dal 2001 al 2009 – Presidente dell'Istat
- dal 2003 al 2005 – Presidente eletto dell'International Association of Survey Statisticians (IASS).
- dal 2004 al 2011 – Presidente del Comitato Nazionale per la Valutazione del Sistema Universitario (CNVSU)
- dal 2009 – membro del Technical Advisory Group dell'International Comparison Program - World Bank group (Washington).
- dal 2011 – Presidente del Nucleo di Valutazione del Politecnico di Milano.
- dal 2012 – Presidente del C.d.A. del Polo Universitario Aretino Soc. Cons. a r.l.